# Juin 1923

## Événements

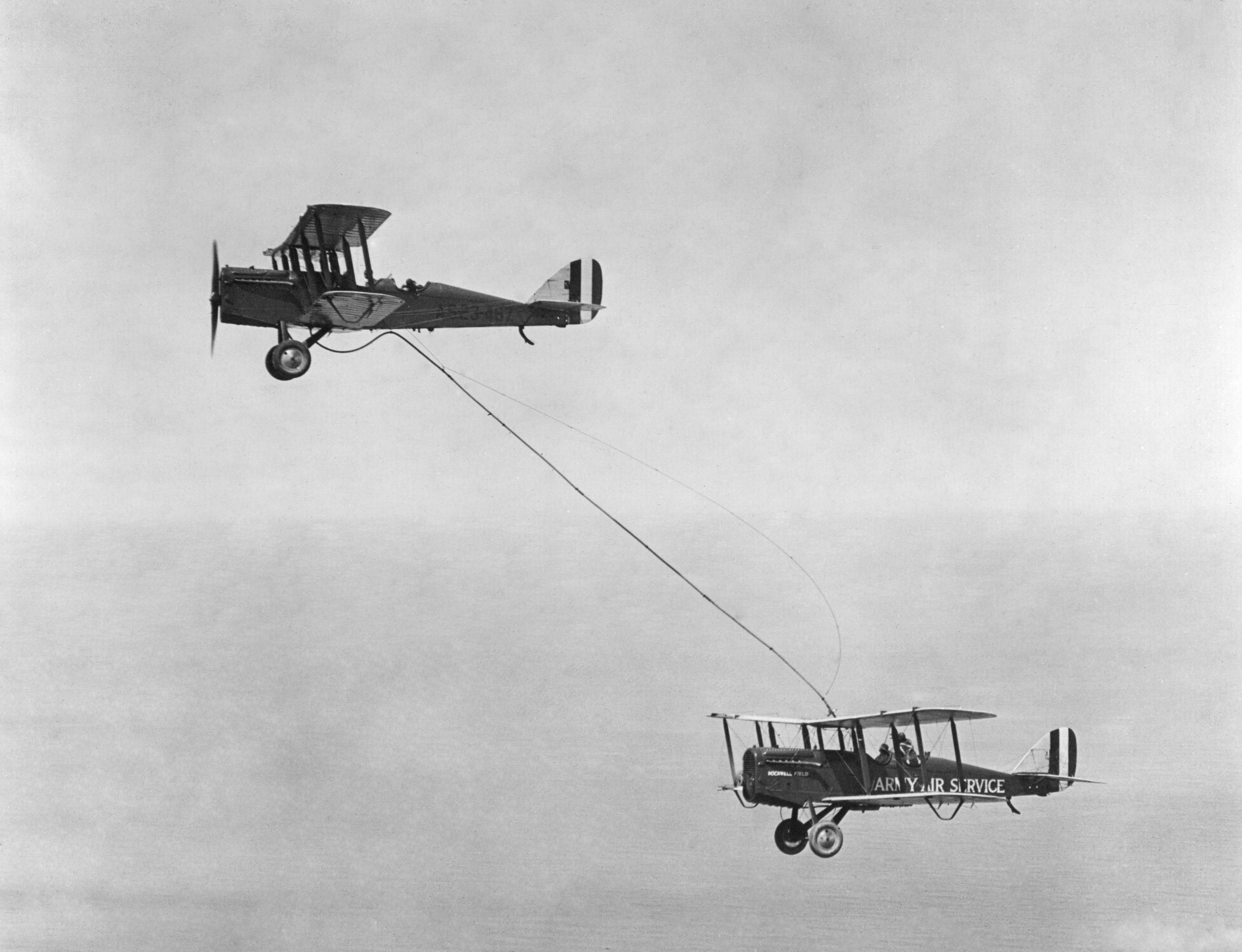
26 juin : premiers essais de ravitaillement en vol.

- 1er juin : le Franco-Argentin Raúl Pateras Pescara réalise un vol de 86 mètres sur un hélicoptère de sa fabrication.

- 7 juin : Raul Pescara réalise un vol de 121 mètres sur un hélicoptère de sa fabrication.

- 9 juin : coup d'État du 9 juin 1923 en Bulgarie, des officiers menés par Alexandre Tsankov s’emparent du pouvoir. Le Premier ministre Alexandre Stambouliski est destitué, puis assassiné le 14 juin.

- 15 juin, France : à la suite d’acte de violence commis par les Camelot du roi contre deux députés qui se rendaient à une manifestation contre l’occupation de la Ruhr, Poincaré assure aux députés que les poursuites contre le mouvement royaliste seront menées à bien et avertit les radicaux pour qu’ils rompent avec certaines tendances de gauche.

- 17 juin, France : consécration de l'Église Notre-Dame du Raincy, monument emblématique de l'architecture moderne, construite par les frères Gustave et Auguste Perret.

- 20 juin : premier vol de l'avion français « Gallaudet CO », tout métal.

- 25 juin : élection générale ontarienne. Le Parti conservateur de l'Ontario dirigé par Howard Ferguson remporte cette élection.

- 26 juin : le premier ravitaillement en vol d'un avion est réussi à San Diego (Californie).

## Naissances
- 1er juin :
  - Boris Mojaev, écrivain et scénariste soviétique († 2 mars 1996).
  - Eugène Vaulot, militaire français († 2 mai 1945).
  - Maxime Scot, résistant et officier parachutiste français († 5 juin 2015).
- 2 juin : Lloyd Shapley, mathématicien et économiste américain († 12 mars 2016).
- 3 juin : 
  - June Brunell, photographe australienne, épouse de Helmut Newton, connue sous le nom de Alice Springs († 9 avril 2021).
  - Igor Chafarevitch, mathématicien soviétique puis russe († 19 février 2017).
- 4 juin : Yuriko Takagi, princesse japonaise († 15 novembre 2024).
- 6 juin : René Monory, homme politique français, ancien président du Sénat (1992-1998), créateur du Futuroscope de Poitiers (1987) († 11 avril 2009).
- 7 juin : Jean Baratte, footballeur français († 1er juillet 1986).
- 10 juin :
  - Robert Maxwell, magnat de la presse britannique († 5 novembre 1991).
  - Paul Brunelle, chanteur country québécois († 24 novembre 1994).
- 15 juin : Erroll Garner, pianiste de jazz américain († 2 janvier 1977).
- 17 juin :
  - Anthony Joseph Bevilacqua, cardinal américain, archevêque émérite de Philadelphie († 31 janvier 2012).
  - Claude Santelli, réalisateur de télévision, français. († 14 décembre 2001).
  - Bill Adams, juge et homme politique canadien († 12 novembre 2005).
- 24 juin : Marc Riboud, photographe français († 31 août 2016).
- 25 juin : 
  - Gilbert Bourdin, chef spirituel martiniquais de la communauté du Mandarom († 20 mars 1998).
  - Sam Francis, peintre américain († 4 novembre 1994).

## Décès
- 5 juin : George Hendrik Breitner, peintre néerlandais (° 12 septembre 1857).
- 7 juin : John Best, homme politique canadien.
- 9 juin : Arishima Takeo, écrivain japonais (º 1878).
- 10 juin : Pierre Loti, écrivain français (º 1850).